# Mladá Boleslav hlavní nádraží
Mladá Boleslav hlavní nádraží – główna stacja kolejowa w Mladej Boleslavi, w kraju środkowoczeskim, w Czechach. Jest ważnym węzłem kolejowym o znaczeniu regionalnym. Znajduje się na wysokości 210 m n.p.m.
Jest zarządzana przez Správę železnic. Na stacji znajdują się kasy biletowe, na których istnieje możliwość zakupu biletów na wszystkie pociągi w tym międzynarodowe oraz rezerwacji miejsc.

## Linie kolejowe
- 064 Mladá Boleslav - Stará Paka
- 070 Praha - Turnov
- 071 Nymburk - Mladá Boleslav
- 076 Mladá Boleslav - Mělník